# Alessandro Alfieri
Alessandro Alfieri (Varese, 2 febbraio 1972) è un politico italiano, senatore della Repubblica per il Partito Democratico dal 2018.

## Biografia
Nato il 2 febbraio 1972 a Varese, dove ha frequentato il liceo classico "Ernesto Cairoli" e tuttora vive. Si è laureato in economia aziendale all'Università commerciale Luigi Bocconi. Nel 1997, dopo aver vinto un concorso, entra in carriera diplomatica lavorando per quattro anni al Ministero degli Affari Esteri, a Roma, nella penisola balcanica e nel Corno d'Africa. Per la provincia di Milano ha poi seguito la promozione all’estero della candidatura di Milano all’Expo 2015.
È sposato e ha una figlia: Asia.

## Attività politica
Alle elezioni amministrative del 2002 si candida a sindaco di Varese, alla guida di una coalizione di centro-sinistra formata da: La Margherita, Democratici di Sinistra, Italia dei Valori, Socialisti Democratici Italiani e Partito dei Comunisti Italiani, ma viene sconfitto al primo turno dallo sfidante del centro-destra, il sindaco uscente della Lega Nord Aldo Fumagalli. Viene comunque eletto in consiglio comunale a Varese, in qualità di candidato sindaco secondo classificato.
Dopo la candidatura a Varese, per i successivi quattro anni coordina l'attività de L'Ulivo nella sua città, fino alle elezioni politiche del 2006, dove viene candidato alla Camera dei deputati, tra le liste de L'Ulivo, ma senza essere eletto.
Nel 2007, aderendo alla nascita del Partito Democratico (PD), viene nominato vicesegretario regionale in Lombardia, affiancando Maurizio Martina.

### Elezione a consigliere regionale
Si candida alle elezioni regionali in Lombardia del 2010 col PD, nella mozione dell'ex presidente della provincia di Milano Filippo Penati, venendo eletto nel collegio di Varese con 6.190 preferenze in consiglio regionale della Lombardia. Viene poi rieletto alle regionali Lombarde del 2013 con 5.252 preferenze nel medesimo collegio, diventando poi Capogruppo del PD in Consiglio regionale, fino a febbraio 2014.
A giugno del 2013 viene nominato, dalla Direzione Nazionale del PD, coordinatore politico regionale in Lombardia, venendo poi eletto segretario regionale del Partito Democratico, incarico che ricopre dal 16 febbraio 2014 fino al 18 novembre 2018.

### Elezione a senatore
In vista delle elezioni politiche del 2018, viene candidato nel collegio uninominale di Varese al Senato della Repubblica, per la coalizione di centro-sinistra in quota PD, ma viene sconfitto, giungendo infatti terzo dietro all'esponente del centro-destra, in quota Lega Nord Stefano Candiani, e al candidato del Movimento 5 Stelle Gianluigi Paragone. Viene comunque eletto al Senato della Repubblica nella circoscrizione Lombardia, in virtù della candidatura nella lista proporzionale del partito.
Al Senato, dal 21 giugno 2018 diventa membro della 3ª Commissione Affari esteri, emigrazione, di cui ne viene eletto Segretario il 29 luglio 2020.
In vista delle elezioni primarie del PD del 2019 sostiene la mozione del segretario uscente Maurizio Martina, ex ministro delle politiche agricole nei governi Renzi e Gentiloni e rappresentante l'area "filo-renziana" del partito, che risulterà perdente arrivando secondo con il 22% dei voti dietro a Nicola Zingaretti (66%). Successivamente aderisce alla corrente interna del PD "Base Riformista", di stampo riformista e centrista, guidata da Lorenzo Guerini e Luca Lotti, di cui diventa coordinatore nazionale.

### Vice-capogruppo PD al Senato
Alle elezioni politiche anticipate del 2022 viene ricandidato al Senato come capolista nel collegio plurinominale Lombardia - 01 risultando eletto. Diventa vicepresidente vicario del gruppo al Senato. Nel 2023 diventa portavoce di Base Riformista.